# Saison 2009-2010 du Limoges CSP Élite
La saison 2009-2010 est la quatrième du CSP Limoges en Pro B depuis le dépôt de bilan de 2004.
| Numéro      | Nom                                 | Né en       | Taille      | Nationalité | Poste       |
| ----------- | ----------------------------------- | ----------- | ----------- | ----------- | ----------- |
| 5           | Brent Darby / Remercié le 23/02/10  | 06/06/81    | 1,85 m      | États-Unis  | 1/2         |
| 5           | Kevin Braswell / Depuis le 24/02/10 | 23/02/79    | 1,89 m      | États-Unis  | 1/2         |
| 6           | Lucas Durand                        | 24/04/90    | 1,92 m      | France      | 2/3         |
| 8           | Karim Souchu                        | 30/03/79    | 1,98 m      | France      | 2/3         |
| 9           | Ervine Dadie                        | 11/05/90    | 1,98 m      | France      | 3           |
| 10          | François Renaux                     | 03/10/82    | 1,94 m      | France      | 2/3         |
| 11          | Alhaji Mohammed                     | 24/03/79    | 1,92 m      | Ghana       | 2           |
| 12          | Vincent Mouillard                   | 20/12/81    | 1,87 m      | France      | 1           |
| 13          | Aurélien Salmon                     | 16/02/87    | 2,03 m      | France      | 4           |
| 14          | John Ford                           | 21/07/78    | 2,07 m      | États-Unis  | 5           |
| 15          | John Mc Cord                        | 26/02/73    | 2,01 m      | Royaume-Uni | 4           |
| 16          | Rodrigue Maza                       | 03/05/91    | 2,07 m      | France      | 4           |
| 17          | Raphaël Desroses                    | 18/10/80    | 1,99 m      | France      | 3           |
| 18          | Johan Passave-Ducteil               | 24/06/84    | 2,00 m      | France      | 5           |
| 22          | Frédéric Weis                       | 22/06/77    | 2,18 m      | France      | 5           |
| Encadrement |                                     |             |             |             |             |
| Entraîneur  | Éric Girard                         | Éric Girard | Éric Girard | Éric Girard | Éric Girard |
| Adjoint     | Jimmy Rela                          | Jimmy Rela  | Jimmy Rela  | Jimmy Rela  | Jimmy Rela  |